# العلاقات الصومالية الإيطالية
العلاقات الصومالية الإيطالية هي العلاقات الثنائية التي تجمع بين الصومال وإيطاليا.

## مقارنة بين البلدين
هذه مقارنة عامة ومرجعية للدولتين:
| وجه المقارنة                                              | الصومال                        | إيطاليا                                                  |
| --------------------------------------------------------- | ------------------------------ | -------------------------------------------------------- |
| المساحة (كم2)                                             | 637.66 ألف                     | 301.34 ألف                                               |
| عدد السكان (نسمة)                                         | 14.74 مليون                    | 60.60 مليون                                              |
| الكثافة السكانية (ن./كم²)                                 | 23.12                          | 201.1                                                    |
| العاصمة                                                   | مقديشو                         | روما، فلورنسا، تورينو                                    |
| اللغة الرسمية                                             | اللغة الصومالية، اللغة العربية | اللغة الإيطالية                                          |
| العملة                                                    | شلن صومالي                     | يورو، ليرة إيطالية                                       |
| الناتج المحلي الإجمالي (بليون دولار)                      | 7.37 مليار                     | 1.93 تريليون                                             |
| الناتج المحلي الإجمالي (تعادل القوة الشرائية) بليون دولار |                                | 2.26 تريليون                                             |
| الناتج المحلي الإجمالي الاسمي للفرد دولار أمريكي          | 549                            | 29.96 ألف                                                |
| الناتج المحلي الإجمالي للفرد دولار أمريكي                 |                                | 35.46 ألف                                                |
| مؤشر التنمية البشرية                                      |                                | 0.873                                                    |
| رمز المكالمات الدولي                                      | +252                           | +39                                                      |
| رمز الإنترنت                                              | .so                            | .it                                                      |
| المنطقة الزمنية                                           | ت ع م+03:00                    | توقيت وسط أوروبا، ت ع م+01:00، ت ع م+02:00، أوروبا/روما ‏ |

## منظمات دولية مشتركة
يشترك البلدان في عضوية مجموعة من المنظمات الدولية، منها:
| علم المنظمة | اسم المنظمة                               | تاريخ انضمام الصومال | تاريخ انضمام إيطاليا |
| ----------- | ----------------------------------------- | -------------------- | -------------------- |
|             | يونسكو                                    | 15 نوفمبر 1960       | ?                    |
|             | الفريق المعني برصد الأرض                  | ?                    | ?                    |
|             | مؤسسة التمويل الدولية                     | 31 أغسطس 1962        | 27 ديسمبر 1956       |
|             | المركز الدولي لتسوية المنازعات الاستشارية | 30 مارس 1968         | 28 أبريل 1971        |
|             | منظمة حظر الأسلحة الكيميائية              | ?                    | ?                    |
|             | مؤسسة التنمية الدولية                     | 31 أغسطس 1962        | 24 سبتمبر 1960       |
|             | الاتحاد البريدي العالمي                   | ?                    | ?                    |
|             | الاتحاد الدولي للاتصالات                  | 28 سبتمبر 1962       | 1866                 |
|             | منظمة الشرطة الجنائية الدولية             | ?                    | ?                    |
|             | الأمم المتحدة                             | 20 سبتمبر 1960       | 14 ديسمبر 1955       |
|             | البنك الدولي للإنشاء والتعمير             | 31 أغسطس 1962        | 27 مارس 1947         |
|             | البنك الإفريقي للتنمية                    | ?                    | ?                    |

## أعلام
هذه قائمة لبعض الشخصيات التي تربطها علاقات بالبلدين:
- أبيل جيلي (لاعب كرة قدم إيطالي، 16 أغسطس 1990[18] – )
- إيجيابا سيغو (كاتبة إيطالية، 20 مارس 1974 – )
- إيطاليو الصومال
- زهرة باني (31 ديسمبر 1979 – )
- فابيو ليفيراني (لاعب ومدرب كرة قدم إيطالي، 29 أبريل 1976[19] – )
- كريستينا علي فرح (كاتبة إيطالية، 29 مايو 1973 – )
- موسى حسن شيخ (دبلوماسي صومالي، 25 ديسمبر 1940 – )

## وصلات خارجية
- موقع وزارة الخارجية الصومالية
- موقع وزارة الخارجية الإيطالية